# Hammer am Berg
Hammer am Berg ist ein Gemeindeteil der Gemeinde St. Wolfgang im oberbayerischen Landkreis Erding.

## Lage
Die Einöde Hammer am Berg liegt zwei Kilometer südöstlich des Rathauses des Gemeindehauptorts Sankt Wolfgang.

## Bevölkerungsentwicklung
Um 1871 gab es in Hammer am Berg sieben Einwohner. Im Mai 1987 lebten dort drei Einwohner in einem Wohngebäude.
| Jahr      | 1871 | 1924 | 1950 | 1970 | 1987 |
| Einwohner | 7    | 11   | 10   | 6    | 3    |